# Nati nel 1798

## Gennaio(24)
- 1º gennaio - Utagawa Kuniyoshi, pittore e disegnatore giapponese († 1861)
- 2 gennaio - Désiré-Alexandre Batton, compositore francese († 1855)
- 4 gennaio - Vincenzo d'Errico, avvocato e patriota italiano († 1855)
- 5 gennaio - David Macbeth Moir, scrittore, poeta e medico scozzese († 1851)
- 6 gennaio - Melchior Ferdinand Joseph von Diepenbrock, cardinale e vescovo cattolico tedesco († 1853)
- 6 gennaio - Marie Dorval, attrice teatrale francese († 1849)
- 7 gennaio - Giovanni Marghinotti, pittore italiano († 1865)
- 7 gennaio - Raffaele Petra, nobile e scrittore italiano († 1873)
- 8 gennaio - Giuseppe Rosi, poeta e patriota italiano († 1891)
- 9 gennaio - Henri Lemaire, scultore e politico francese († 1880)
- 9 gennaio - Ivan Dmitrievič Čertkov, ufficiale russo († 1865)
- 10 gennaio - Federigo Sclopis di Salerano, giurista, magistrato e politico italiano († 1878)
- 14 gennaio - Johan Rudolph Thorbecke, politico olandese († 1872)
- 17 gennaio - Belisario Clemente, patriota e politico italiano († 1880)
- 19 gennaio - Auguste Comte, filosofo francese († 1857)
- 20 gennaio - Charles Varin, drammaturgo e librettista francese († 1869)
- 23 gennaio - Ciro Menotti, patriota italiano († 1831)
- 23 gennaio - Alfonso Porro Schiaffinati, letterato e patriota italiano († 1872)
- 24 gennaio - Théodore Caruelle d'Aligny, pittore francese († 1871)
- 24 gennaio - Karl Georg Christian von Staudt, matematico tedesco († 1867)
- 24 gennaio - Karl von Holtei, drammaturgo tedesco († 1880)
- 26 gennaio - Salvatore Sforza Cesarini, VII principe di Genzano, principe italiano († 1832)
- 30 gennaio - Francis Cornu, drammaturgo francese († 1848)
- 31 gennaio - Carl Gottlieb Reißiger, compositore tedesco († 1859)

## Febbraio(14)
- 1º febbraio - Giovanni Avossa, avvocato italiano († 1868)
- 3 febbraio - Christian Julius Wilhelm Schiede, botanico e medico tedesco († 1836)
- 4 febbraio - John Cochrane, scacchista e avvocato scozzese († 1878)
- 6 febbraio - Charles Dupeuty, drammaturgo e librettista francese († 1865)
- 6 febbraio - Joseph Carl von Anrep, generale russo († 1860)
- 8 febbraio - Michail Pavlovič Romanov, nobile russo († 1849)
- 15 febbraio - Jean Étienne Duby, botanico svizzero († 1885)
- 15 febbraio - Michail Michajlovič Naryškin, ufficiale russo († 1863)
- 16 febbraio - Filippo Artico, vescovo cattolico italiano († 1859)
- 17 febbraio - Friedrich Eduard Beneke, psicologo e filosofo tedesco († 1854)
- 18 febbraio - José Hilario López, politico colombiano († 1869)
- 20 febbraio - Adolf Ferdinand Wenceslaus Brix, matematico tedesco († 1870)
- 21 febbraio - Lubize, drammaturgo e librettista francese († 1863)
- 22 febbraio - Charles Émile Seurre, scultore francese († 1858)

## Marzo(21)
- 1º marzo - Jean-Baptiste-Joseph Champagnac, scrittore francese († 1858)
- 1º marzo - Gregorio VI di Costantinopoli, arcivescovo ortodosso greco († 1881)
- 1º marzo - Maria Clementina d'Asburgo-Lorena, nobile († 1881)
- 1º marzo - Luisa Federica di Anhalt-Dessau, principessa († 1858)
- 2 marzo - Carmelo Valenti, vescovo cattolico italiano († 1882)
- 4 marzo - Giovanni Battista Resasco, architetto italiano († 1872)
- 8 marzo - Heinrich Wilhelm Ferdinand Wackenroder, farmacista e chimico tedesco († 1854)
- 10 marzo - Pierre-Frédéric Sarrus, matematico francese († 1861)
- 13 marzo - Abigail Fillmore, first lady statunitense († 1853)
- 15 marzo - Jean-Théodore Cocteau, erpetologo francese († 1838)
- 17 marzo - Nicola Sterlini, vescovo cattolico italiano († 1860)
- 18 marzo - Daniel Frederik Eschricht, zoologo, fisiologo e anatomista danese († 1863)
- 18 marzo - Gustav Rose, mineralogista tedesco († 1873)
- 22 marzo - Victor Leplus, architetto francese († 1851)
- 25 marzo - Christoph Gudermann, matematico tedesco († 1852)
- 28 marzo - Giuseppe Francesco di Dietrichstein, nobile austriaco († 1858)
- 28 marzo - John Townshend, IV marchese Townshend, ufficiale inglese († 1863)
- 29 marzo - Vincenzo Rozzolino, vescovo cattolico italiano († 1855)
- 30 marzo - Luise Hensel, poetessa e insegnante tedesca († 1876)
- 31 marzo - Ernesto Capocci di Belmonte, matematico, astronomo e politico italiano († 1864)
- 31 marzo - Vladimir Alekseevič Musin-Puškin, nobile e ufficiale russo († 1854)

## Aprile(26)
- 2 aprile - August Heinrich Hoffmann von Fallersleben, scrittore tedesco († 1874)
- 3 aprile - Modesto Contratto, vescovo cattolico italiano († 1867)
- 3 aprile - Pierre François Pascal Guerlain, profumiere francese († 1864)
- 3 aprile - Erwein di Leyen, principe, militare e politico tedesco († 1879)
- 3 aprile - Charles Wilkes, esploratore statunitense († 1877)
- 4 aprile - Francesco Paolo Ruggiero, giurista, economista e politico italiano († 1881)
- 7 aprile - Pasquale Lucchini, ingegnere e architetto svizzero († 1892)
- 8 aprile - Dionysios Solomos, poeta greco († 1857)
- 11 aprile - Macedonio Melloni, fisico e patriota italiano († 1854)
- 14 aprile - Frederick Spencer, IV conte Spencer, nobile e politico inglese († 1857)
- 16 aprile - Carlo Francesco Albasio, politico italiano
- 16 aprile - Johann Ulrich Fitzi, pittore e illustratore svizzero († 1855)
- 17 aprile - Arnold Adolf Bentinck, diplomatico olandese († 1868)
- 17 aprile - Étienne Bobillier, matematico francese († 1840)
- 17 aprile - Pompeius Scharinger von Lamazon, militare e generale austriaco († 1884)
- 19 aprile - Andrea Maffei, poeta, librettista e traduttore italiano († 1885)
- 22 aprile - Clemente de Maugny, politico e generale francese († 1859)
- 24 aprile - Paul Duport, drammaturgo e librettista francese († 1866)
- 24 aprile - Giorgio Mameli, ammiraglio italiano († 1871)
- 26 aprile - James Beckwourth, esploratore statunitense († 1866)
- 26 aprile - Eugène Delacroix, artista e pittore francese († 1863)
- 27 aprile - Claire Clairmont, inglese († 1879)
- 27 aprile - Aleksandr Viktorovič Poggio, militare e rivoluzionario russo († 1873)
- 28 aprile - Johann August Krafft, pittore e incisore tedesco († 1829)
- 29 aprile - Carlo Yvon, oboista e compositore italiano († 1854)
- 30 aprile - Alberto di Schwarzburg-Rudolstadt, principe tedesco († 1869)

## Maggio(10)
- 1º maggio - Clemente di Sassonia, principe sassone († 1822)
- 5 maggio - Marie-Nicolas Bouillet, lessicografo e filosofo francese († 1864)
- 6 maggio - Pasquale Berghini, patriota e politico italiano († 1881)
- 6 maggio - Carlo Didimi, pallonista italiano († 1877)
- 16 maggio - Giovanni Nigra, banchiere, politico e nobile italiano († 1865)
- 16 maggio - Giulio Sarti, ingegnere italiano († 1866)
- 17 maggio - George Don, botanico scozzese († 1856)
- 22 maggio - Alexander McDonnell, scacchista irlandese († 1835)
- 27 maggio - Édouard Monnais, drammaturgo e giornalista francese († 1868)
- 28 maggio - Josef Dessauer, compositore e pianista austriaco († 1876)

## Giugno(13)
- 1º giugno - Émile Mellinet, generale e politico francese († 1894)
- 4 giugno - Eduard Friedrich Leybold, pittore austriaco († 1879)
- 5 giugno - Aleksej Fëdorovič L'vov, violinista e compositore russo († 1870)
- 7 giugno - Giuseppe Straccali, fantino italiano († 1840)
- 10 giugno - Cosimo Corsi, cardinale e arcivescovo cattolico italiano († 1870)
- 10 giugno - Ignazio La Russa, avvocato, magistrato e politico italiano († 1873)
- 11 giugno - Donato Cocco, avvocato e politico italiano († 1873)
- 12 giugno - Samuel Cooper, generale statunitense († 1876)
- 13 giugno - Johann Christian Felix Baehr, filologo classico tedesco († 1872)
- 14 giugno - František Palacký, storico, politico e scrittore ceco († 1876)
- 26 giugno - Josiah Warren, filosofo, inventore e musicista statunitense († 1874)
- 29 giugno - Willibald Alexis, scrittore tedesco († 1871)
- 29 giugno - Giacomo Leopardi, poeta, filosofo e scrittore italiano († 1837)

## Luglio(15)
- 8 luglio - Gian Giacomo Galletti, politico e filantropo italiano († 1873)
- 9 luglio - Gustav Adolf Michaelis, ginecologo tedesco († 1848)
- 10 luglio - Xavier B. Saintine, scrittore, poeta e drammaturgo francese († 1865)
- 11 luglio - Paolo Savi, geologo e ornitologo italiano († 1871)
- 13 luglio - Carlotta di Prussia, imperatrice († 1860)
- 14 luglio - Alessandro Antonelli, architetto e politico italiano († 1888)
- 15 luglio - Aleksandr Michajlovič Gorčakov, politico russo († 1883)
- 15 luglio - Giampietro Secchi, gesuita, archeologo e filologo italiano († 1856)
- 16 luglio - Eduard Friedrich Poeppig, botanico, zoologo e esploratore tedesco († 1868)
- 16 luglio - Abbondio Sangiorgio, scultore italiano († 1879)
- 19 luglio - Cristiano di Schleswig-Holstein-Sonderburg-Augustenburg, nobile danese († 1869)
- 22 luglio - Gabriele Smargiassi, pittore italiano († 1882)
- 24 luglio - Antonio Bresciani, gesuita e letterato italiano († 1862)
- 24 luglio - John Adams Dix, politico e generale statunitense († 1879)
- 29 luglio - Carl Blechen, pittore tedesco († 1840)

## Agosto(21)
- 2 agosto - Gabrio Casati, nobile, politico e patriota italiano († 1873)
- 3 agosto - Prosper Duvergier de Hauranne, politico francese († 1881)
- 6 agosto - Anton Antonovič Del'vig, poeta russo († 1831)
- 9 agosto - Louis-Florentin Calmeil, medico e psichiatra francese († 1895)
- 11 agosto - Giuseppe Galletti, patriota e politico italiano († 1873)
- 11 agosto - Louis-Antoine de Salinis, arcivescovo cattolico francese († 1861)
- 13 agosto - Ferdinand Denis, viaggiatore, storico e bibliotecario francese († 1890)
- 16 agosto - Mirabeau Bonaparte Lamar, politico statunitense († 1859)
- 17 agosto - Paolo I Demidoff, imprenditore russo († 1840)
- 17 agosto - Thomas Hodgkin, medico britannico († 1866)
- 20 agosto - Armand Jacques Leroy de Saint-Arnaud, generale francese († 1854)
- 21 agosto - Carlo Corsi di Bosnasco, magistrato e politico italiano († 1885)
- 21 agosto - Jules Michelet, storico francese († 1874)
- 23 agosto - Paolo Emilio Demi, scultore italiano († 1863)
- 23 agosto - Antonio Novasconi, vescovo cattolico e politico italiano († 1867)
- 23 agosto - Giovanni Secco Suardo, restauratore italiano († 1873)
- 24 agosto - Sigismondo Chigi Albani della Rovere, VI principe di Farnese, principe italiano († 1877)
- 29 agosto - Edward Eliot, III conte di St. Germans, diplomatico e politico inglese († 1877)
- 29 agosto - Alessandro Macioti, arcivescovo cattolico e diplomatico italiano († 1859)
- 31 agosto - Benjamin Brunner, politico svizzero († 1882)
- 31 agosto - Georg Friedrich Puchta, giurista tedesco († 1846)

## Settembre(20)
- 3 settembre - Ferenc Gyulay, generale e politico ungherese († 1868)
- 4 settembre - Costantino Patrizi Naro, cardinale e arcivescovo cattolico italiano († 1876)
- 5 settembre - Sofia Esterházy-Liechtenstein, principessa austriaca († 1869)
- 8 settembre - Antonio Minelli, tipografo e patriota italiano († 1883)
- 9 settembre - Joseph Anselm Feuerbach, archeologo e filologo classico tedesco († 1851)
- 10 settembre - Antonio Mathieu, politico italiano († 1870)
- 11 settembre - Franz Ernst Neumann, fisico, matematico e cristallografo tedesco († 1895)
- 12 settembre - Jovan Vesel Koseski, poeta e traduttore sloveno († 1884)
- 17 settembre - Antonio Benedetto Antonucci, cardinale e arcivescovo cattolico italiano († 1879)
- 17 settembre - Luigi Castellucci, architetto e ingegnere italiano († 1877)
- 17 settembre - Luigi Fornaciari, letterato e magistrato italiano († 1858)
- 19 settembre - Antonio Lazzari, disegnatore e incisore italiano († 1834)
- 21 settembre - William Sublette, esploratore statunitense († 1845)
- 24 settembre - Ippolito Fenaroli, imprenditore e politico italiano († 1862)
- 26 settembre - Etelka Szapáry, nobildonna ungherese († 1876)
- 26 settembre - Tomás Cipriano Mosquera, politico colombiano († 1878)
- 26 settembre - Heinrich Wilhelm von Pabst, agricoltore e funzionario tedesco († 1868)
- 27 settembre - Vittore Pelli, pittore e scenografo svizzero († 1874)
- 28 settembre - Bonaventura Genelli, pittore e illustratore tedesco († 1868)
- 29 settembre - Michele Viale-Prelà, cardinale e arcivescovo cattolico francese († 1860)

## Ottobre(20)
- 2 ottobre - Carlo Alberto di Savoia, sovrano († 1849)
- 2 ottobre - Théodore Guérin, religiosa e missionaria francese († 1856)
- 3 ottobre - Morris Jacob Raphall, rabbino e ebraista britannico († 1868)
- 3 ottobre - Pierre Louis Vasquez, esploratore e mercante statunitense († 1868)
- 4 ottobre - Ange Paulin Terver, zoologo francese († 1875)
- 7 ottobre - Jean-Baptiste Vuillaume, liutaio francese († 1875)
- 8 ottobre - Karl Ludwig von Bruck, politico e diplomatico austriaco († 1860)
- 12 ottobre - Pietro I del Brasile, re portoghese († 1834)
- 14 ottobre - Félix Duban, architetto francese († 1870)
- 14 ottobre - Damiano Sauli, politico, ingegnere e militare italiano († 1860)
- 15 ottobre - Antonio Cabral Bejarano, pittore spagnolo († 1861)
- 16 ottobre - Emiliano Avogadro della Motta, politico e filosofo italiano († 1865)
- 18 ottobre - Lorenzo Costa, poeta italiano († 1861)
- 21 ottobre - Karl Heinrich Baumgärtner, medico e patologo tedesco († 1886)
- 22 ottobre - Giacomo Maria Paci, fisico italiano († 1853)
- 23 ottobre - Giuseppe Serroy, politico, medico e poeta italiano († 1881)
- 24 ottobre - Massimo d'Azeglio, politico, patriota e pittore italiano († 1866)
- 26 ottobre - Beda Weber, scrittore tedesco († 1858)
- 27 ottobre - Heinrich Scherk, matematico tedesco († 1885)
- 28 ottobre - Henri Bertini, compositore e pianista francese († 1876)

## Novembre(17)
- 1º novembre - Benjamin Guinness, imprenditore e filantropo irlandese († 1868)
- 2 novembre - Jules Coignet, pittore francese († 1860)
- 4 novembre - Henriette Méric-Lalande, soprano francese († 1867)
- 5 novembre - Carolina di Borbone-Due Sicilie, principessa († 1870)
- 11 novembre - Montagu Stopford, ammiraglio irlandese († 1864)
- 15 novembre - Abel Hugo, scrittore e critico letterario francese († 1855)
- 19 novembre - Giuseppe Montieri, vescovo cattolico italiano († 1862)
- 20 novembre - Cornelis Backer, politico olandese († 1864)
- 21 novembre - Jérôme-Adolphe Blanqui, economista francese († 1854)
- 21 novembre - Ferdinand Langlé, drammaturgo e giornalista francese († 1867)
- 22 novembre - Angelica Palli, scrittrice e patriota italiana († 1875)
- 23 novembre - Klementyna Hoffmanowa, scrittrice polacca († 1845)
- 23 novembre - Franz Horny, pittore tedesco († 1824)
- 26 novembre - Ludwig Joseph von Boos-Waldeck, nobile tedesco († 1880)
- 26 novembre - Carlo de Falco, pittore italiano († 1882)
- 27 novembre - Andries Pretorius, generale e politico boero († 1853)
- 29 novembre - Aleksandr Pavlovič Brjullov, architetto e pittore russo († 1877)

## Dicembre(26)
- 1º dicembre - Agostino Sagredo, storico e politico italiano († 1871)
- 4 dicembre - Jacopo Crescini, drammaturgo, poeta e librettista italiano († 1848)
- 4 dicembre - Jules-Armand Dufaure, politico francese († 1881)
- 5 dicembre - Alexandre Colin, pittore e litografo francese († 1875)
- 6 dicembre - Niccolò Matas, architetto italiano († 1872)
- 8 dicembre - Antoine Laurent Dantan, scultore francese († 1878)
- 9 dicembre - Friedrich Gottlieb Bartling, botanico tedesco († 1875)
- 10 dicembre - August Graf von Degenfeld-Schonburg, generale austriaco († 1876)
- 11 dicembre - Thomas Aspinwall Davis, imprenditore e politico statunitense († 1845)
- 12 dicembre - Friedrich August Grotefend, filologo classico, latinista e grammatico tedesco († 1836)
- 13 dicembre - James Henry, poeta, medico e latinista irlandese († 1876)
- 13 dicembre - Joseph R. Walker, avventuriero e esploratore statunitense († 1876)
- 15 dicembre - Edward Burleson, politico e generale statunitense († 1851)
- 15 dicembre - Antonio Guadagnoli, poeta e letterato italiano († 1858)
- 17 dicembre - Giuseppe Arnulfo, politico italiano († 1867)
- 17 dicembre - Salvatore Candido, pittore italiano († 1869)
- 17 dicembre - Maurice de Partouneaux, militare francese († 1898)
- 18 dicembre - Emmanuele Palazzotto, architetto italiano († 1872)
- 18 dicembre - Carlo Torlonia, religioso italiano († 1847)
- 19 dicembre - Mary FitzClarence, scrittrice inglese († 1864)
- 20 dicembre - Friedrich Robert Faehlmann, scrittore, medico e filologo estone († 1850)
- 22 dicembre - George Walker Crawford, politico statunitense († 1872)
- 22 dicembre - Alessandro Pinelli, magistrato e politico italiano († 1868)
- 24 dicembre - Adam Mickiewicz, poeta e scrittore polacco († 1855)
- 28 dicembre - Heinrich Philipp August Damerow, psichiatra tedesco († 1866)
- 28 dicembre - Thomas James Henderson, astronomo scozzese († 1844)

## Senza giorno specificato(49)
- Sof'ja Stepanovna Apraksina, nobildonna russa († 1885)
- Bonaventura Carlos Aribau, economista spagnolo († 1862)
- Britannio Asinari di San Marzano, politico italiano († 1875)
- Giovanni Battista Libero Badarò, fisico, botanico e giornalista italiano († 1830)
- John Banim, scrittore, poeta e drammaturgo irlandese († 1842)
- Franz Bauer, scultore e insegnante austriaco († 1872)
- Vittorio Bellini, architetto italiano († 1860)
- Bharmalji II, principe indiano († 1846)
- Herman Wilhelm Bissen, scultore danese († 1868)
- Christian Peder Bianco Boeck, medico, naturalista e alpinista norvegese († 1877)
- Juan Casacuberta, attore teatrale, ballerino e cantante argentino († 1849)
- Tommaso Clary, militare italiano († 1878)
- Luigi Clerichetti, architetto italiano († 1876)
- Jean Henri de Coene, pittore belga († 1866)
- Isaäc da Costa, scrittore olandese († 1860)
- Virginie Déjazet, attrice teatrale francese († 1875)
- James Eights, esploratore, scienziato e fisico statunitense († 1882)
- Jean Baptiste Elie de Beaumont, geologo francese († 1874)
- Vito Fedeli, patriota italiano († 1832)
- Michelangelo Forti, patriota italiano († 1856)
- Domenico Gilardoni, librettista italiano († 1831)
- Giritli Mustafa Naili Pascià, politico turco († 1871)
- Michael Greiner, tenore e attore teatrale austriaco († 1862)
- Jacques Bernard Hombron, chirurgo e naturalista francese († 1852)
- Karl Hüller, progettista tedesco († 1873)
- Jacques Jasmin, poeta francese († 1864)
- Justus Friedrich Kritz, filologo classico tedesco († 1869)
- Firmin Laferrière, giurista francese († 1861)
- Jean-Jacques-Joseph Leroy d'Etiolles, medico francese († 1860)
- Nicolò Maggiore, abate e storico italiano († 1843)
- William Charles Linnaeus Martin, naturalista inglese († 1864)
- Tommaso Michelagnoli, imprenditore e dirigente pubblico italiano († 1873)
- Mpande, re († 1872)
- Santiago Méndez Ibarra, politico messicano († 1872)
- Nakayama Miki, religiosa giapponese († 1887)
- Michael Neher, pittore tedesco († 1876)
- Andrea Pizzala, architetto italiano († 1862)
- Jean-Louis Preti, scacchista, scrittore e editore francese († 1881)
- Raghunatha Tondaiman II, sovrano († 1839)
- Étienne Rouchouze, vescovo cattolico e missionario francese († 1843)
- William Rutherford, matematico inglese († 1871)
- Johann Heinrich Schilbach, pittore tedesco († 1851)
- Robert Seymour, illustratore britannico († 1836)
- Sofronio III di Costantinopoli, arcivescovo ortodosso ottomano († 1899)
- Betsey Stockton, educatrice e missionaria statunitense († 1865)
- John Harfield Tredgold, farmacista e filantropo britannico († 1842)
- Richard Turner, ingegnere e imprenditore irlandese († 1881)
- Emilio Amedeo De Tipaldo, letterato e giurista italiano († 1878)
- Charles des Moulins, botanico francese († 1875)